# Gweir
Gweir ist der Name einer oder mehrerer Sagengestalten in der walisischen Mythologie.

## Mythologie
Der Name Gweir spielt in der Mythologie der britannischen Kelten eine nicht unbedeutende Rolle. In den Trioedd Ynys Prydein („Die Triaden der Insel Britannien“)  wird Gweir fab Geirioedd zusammen mit Llŷr Lledieith und Mabon fab Modron als „Einer der drei erhabenen Gefangenen der Insel Britannien“ (tri goruchel garcharawr Ynis Bridein) erwähnt. Er liegt in Ketten gefesselt in seinem Gefängnis. 
Im Gedicht Preiddeu Annwfn, das dem Dichter Taliesin zugeschrieben wird, kommt im Kontext mit der Erzählung Culhwch ac Olwen („Die Geschichte von Culhwch und Olwen“) eine Verszeile vor, die karchan Gweir yg caer sidi („das Gefängnis Gweirs in Caer Sidi = Elfenburg“) lautet. 
Prächtig war nach dem Bericht von Pwyll und Pryderi der Kerker von Gweir in Caer Siddi.
Hier wird von einem Feldzug König Artus’ (supreme king of the land) in die Anderswelt berichtet und eine nicht näher erläuterte Feindschaft zwischen Pwyll und Pryderi sowie einem Gweir ap Gwystyl als bekannt vorausgesetzt. Caer ist das kymrische Wort für Festung, sidi ist entweder vom irischen Síd („Elfenwohnsitz“) abgeleitet und weist darauf hin, dass Gweirs Gefängnis in der Anderswelt liegt; oder es lehnt sich an das kymrische sidydd („Zodiak“) an. Neben dem Versuch, einen magischen Kessel zu erbeuten, treibt auch die Hoffnung, Gweir befreien zu können, König Artus zu diesem (nicht seinem ersten) Feldzug in die Anderswelt.
Ebenfalls in Culhwch ac Olwen werden unter Arthurs Onkeln väterlicherseits Gweir Gwrhyt Ennwir und Gweir Baladir Hir aufgezählt.